# Distretto di Laghouat
Il distretto di Laghoua è un distretto della provincia di Laghouat, in Algeria, con capoluogo Laghouat.

## Comuni
Il distretto comprende il comune di Laghouat